# سرزنش کردن خدمتکار
سرزنش کردن خدمتکار (به انگلیسی: Blame It on the Bellboy) یک فیلم سینمایی کمدی انگلیسی-آمریکایی به نویسندگی و کارگردانی مارک هرمن محصول سال ۱۹۹۲ با بازی دادلی مور، برایان براون، پتسی کنسیت، ریچارد گریفیتس، آندراس کاتسولاس و برانسون پینچوت است. داستان فیلم در مورد یک پرونده هویت اشتباه سه فرد با نام خانوادگی و صدای مشابه است که در یک هتل اقامت دارند.

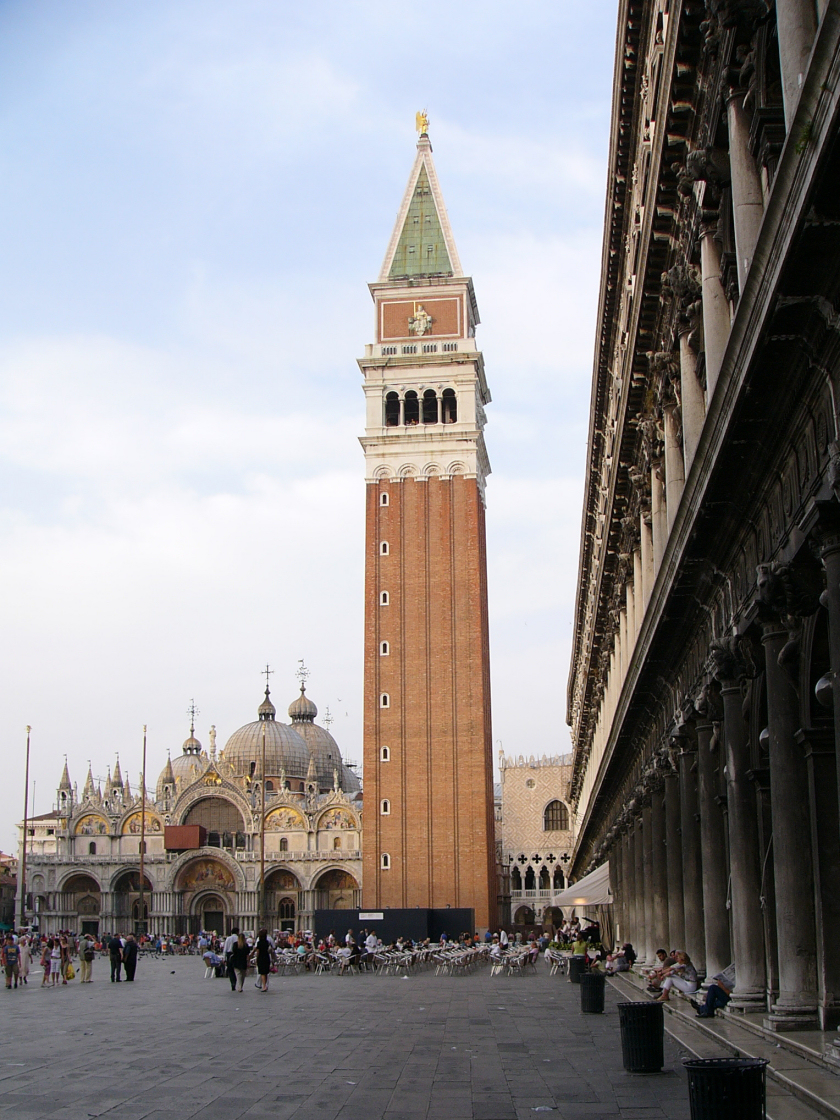
میدان سن مارکو در ونیز

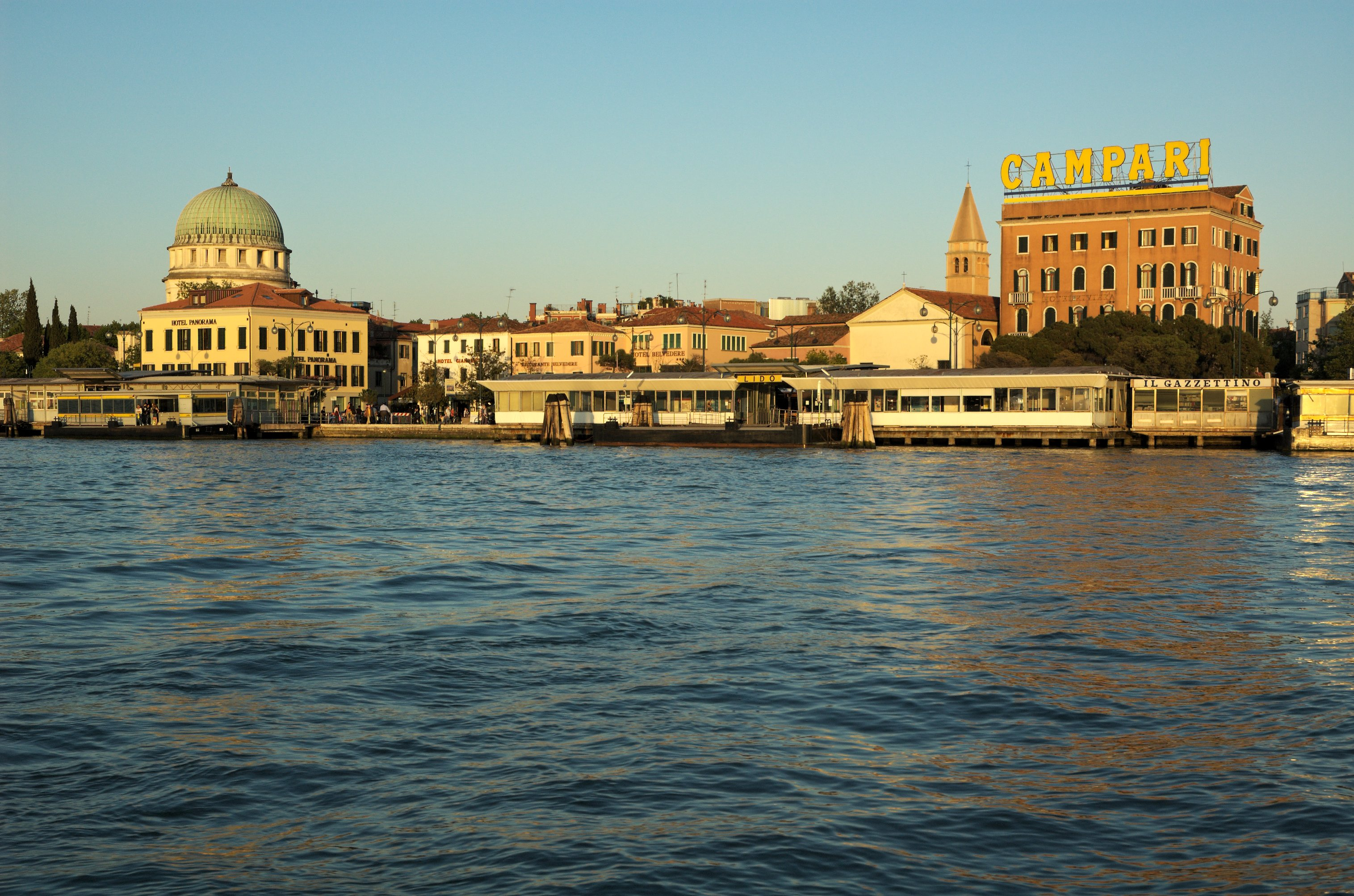
ترمینال Lido Vaporetto، از تالاب دیده می‌شود.